# Viacom
Viacom Inc. (fork. for Video & Audio Communications) er en amerikanskejet multinational medievirksomhed, der først og fremmest beskæftiger sig med spillefilm og satellit-tv-kanaler. Pr. 2010 var Viacom verdens fjerdestørste medievirksomhed, overgået af The Walt Disney Company, Time Warner og News Corporation. I 2011 havde Viacom en omsætning på ca. 87 milliarder kroner og beskæftigede 10.580 ansatte. 
Virksomheden blev grundlagt i 1971 som følge af at lovgivningen på daværende tidspunkt forbød tv-netværk at drive virksomhed indenfor kabel-tv og videresalg af tv-programmer. Viacom er vokset sig større via opkøb og fusioner; i 1985 opkøbtes eksempelvis MTV Networks og i 1994 Blockbuster Video og Paramount Pictures. CBS indgik i koncernen i 1999, men blev i 2005 udskilt som CBS Corporation. Ved samme lejlighed blev det nuværende Viacom etableret. Opdelingen skete, fordi virksomheden havde vokset sig for stor. Størstedelen af virksomheden ejes i dag af National Amusements, Inc., der samtidig ejer en kontrollerende aktiepost i CBS Corporation. 
Viacom har aktiviteter i mere end 160 lande og har over 600 millioner kunder på verdensplan. Blandt aktiviteterne er tv-kanalerne MTV, Nickelodeon, Comedy Central, BET, Spike TV, LOGO, Nick-at-Nite, TV Land, CMT og VH1 samt filmselskaberne Paramount Pictures og Dreamworks.
Den 4. december 2019 fusionerede virksomheden med CBS Corporation og dannede ViacomCBS.